# 马克斯·普朗克生物化学研究所
48°6′19″N 11°27′33″E / 48.10528°N 11.45917°E

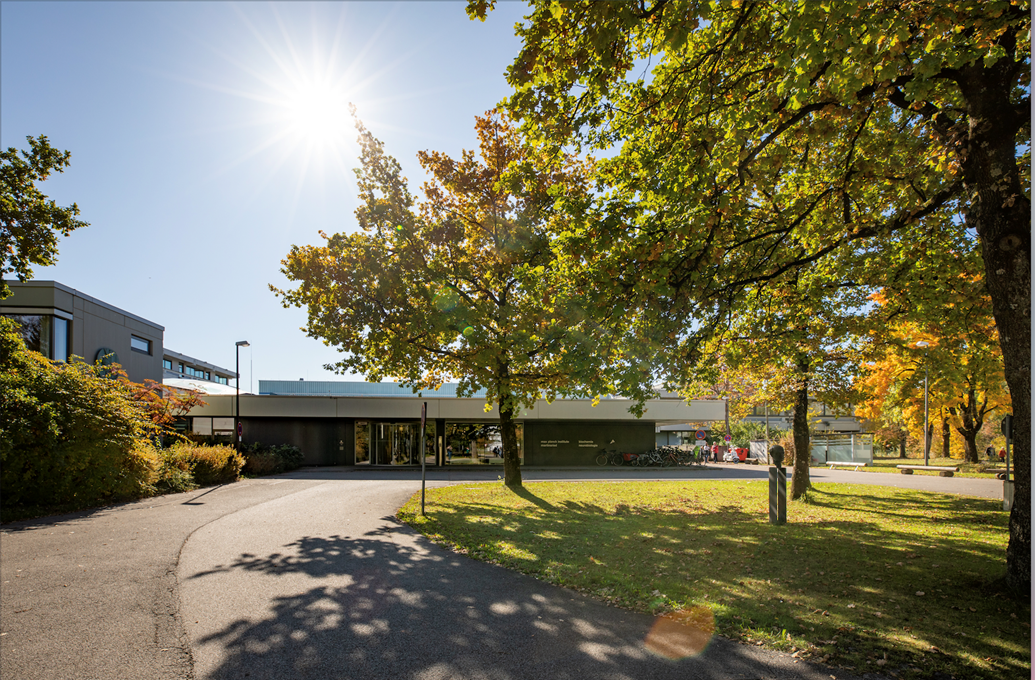
研究所入口

马克斯·普朗克生物化学研究所（德語：Max-Planck-Institut für Biochemie）是马克斯·普朗克学会下属的一所生物化学研究机构，位于慕尼黑郊区的马丁斯里德，与世界知名大学慕尼黑大学马丁斯里德校区相邻。